# Ruellia parva
Ruellia parva là một loài thực vật có hoa trong họ Ô rô. Loài này được Lindau miêu tả khoa học đầu tiên.